# Exotoxine
Une exotoxine est une toxine produite par une bactérie en général une protéine ou un peptide.
Elle s'oppose à l'endotoxine, qui est une molécule de la membrane externe, le lipopolysaccharide.
Les exotoxines sont produites par de nombreuses bactéries et le plus souvent sont sécrétées lors de la croissance bactérienne.
Les dénominations « exo-/endotoxine » sont aujourd'hui obsolètes et abandonnées[réf. nécessaire].

## Caractéristiques des exotoxines
- Leurs gènes sont souvent portés par des plasmides.
- Elles interagissent avec un récepteur de la membrane de la cellule eucaryote.
- Elles peuvent induire une lyse cellulaire, une perturbation des fonctions cellulaires et ce même à distance du foyer infectieux.

## Exemples d'exotoxines
Les toxines bactériennes protéiques sont très variées et leur classement est très difficile. Citons des hémolysines, des superantigènes (comme les "entérotoxines" staphylococciques), des neurotoxines comme  la toxine botulique sécrétée par Clostridium botulinum, la tétanospamine sécrétée par Clostridium tetani, des toxines inhibant la synthèse des protéines (toxine diphtérique)…
On classe généralement les exotoxines en 3 types, bien qu'il existe d'autres systèmes de classification :
- type I : les superantigènes ou les exotoxines activent sur la surface cellulaire de lymphocytes ;
- type II : les exotoxines formant des pores dans les membranes[2] ;
- type III : les exotoxines à cible intracellulaire.

## Anatoxines
Certaines exotoxines peuvent être traitées par action du formol (méthanal) à 40 °C et devenir des anatoxines ayant perdu leur pouvoir toxique en conservant le pouvoir antigénique. Elles deviennent ainsi des vaccins capables de provoquer la production d’anticorps neutralisants chez l'individu traité (vaccins antidiphtérique, antitétanique, antibotulinique).